# نظام تشغيل أجهزة محمولة

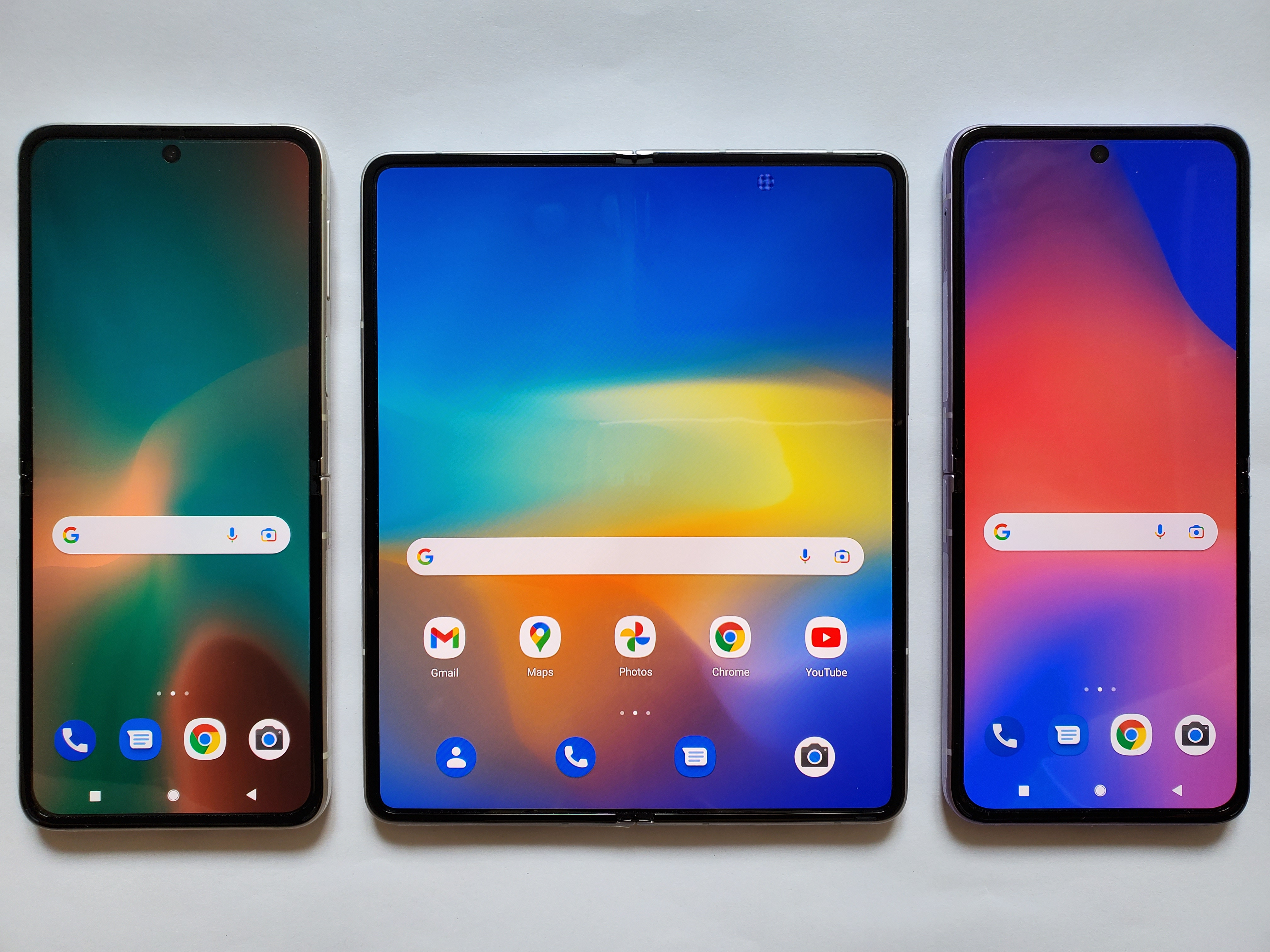
أندرويد

نظام تشغيل الأجهزة المحمولة (بالإنجليزية: Mobile operating system)‏، اختصاراً (Mobile OS) هو نظام يقوم بتشغيل الهواتف الذكية والأجهزة اللوحية والمساعدات الرقمية الشخصية وغيرها من الأجهزة النقالة. نظام تشغيل الهواتف المحمولة هو برنامج يعمل كمنصة تعمل عن طريقها البرامج (تطبيقات) على الهواتف المحمولة. تجمع أنظمة تشغيل الهواتف المحمولة الحديثة خواص أنظمة تشغيل الحواسيب الشخصية مع خواص أخرى إضافية، تضم شاشة لمس وشبكات الهواتف النقالة وبلوتوث وواي فاي، ونظام تحديد الموقع العالمي وكاميرا والتعرف على الكلام ومسجل صوت وفيديو والتواصل قريب المدى ومكبر أشعة تحت الحمراء.

## أنظمة تشغيل شائعة
- أندرويد
- أشا
- بلاكبيري
- آي أو إس
- ويندوز فون
- ويندوز آر تي
- بالم أو إس

- أنظمة تشغيل مرتقبة:
- فايرفوكس أو إس
- أوبونتو تاتش
- أليون